# Proton AG
Proton AG — швейцарская технологическая компания, основанная 16 мая 2014 года группой ученых из ЦЕРНа. Штаб-квартира находится в Женеве, Швейцария. Изначально компания называлась ProtonMail и занималась разработкой одноименной службы электронной почты. После выпуска службы VPN ProtonVPN в 2017 году, она сменила название на Proton Technologies AG, которое впоследствии было сокращено до Proton AG.

## Расположение
Компания расположена в Швейцарии, потому что в этой стране действуют строгие законы о неприкосновенности частной жизни. Proton AG владеет и поддерживает собственное серверное оборудование и вычислительные сети, чтобы избежать использования третьих лиц. У компании есть два центра обработки данных: один в Лозанне, а другой в Аттингхаузене, в бывшем военном бункере под гранитной скалой на высоте 1000 метров. Поскольку центры обработки данных расположены в Швейцарии, они юридически находятся за пределами юрисдикции США и ЕС. Согласно швейцарскому законодательству, все запросы на слежку из других стран должны проходить через швейцарский суд и подпадают под действие международных договоров.

## Центры обработки данных

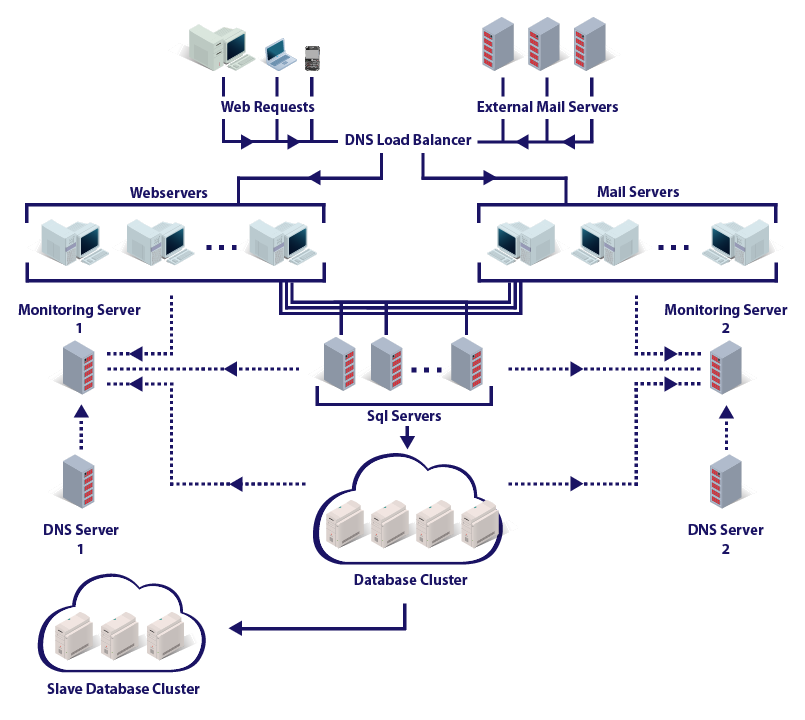
Архитектура дата-центра ProtonMail

В каждом центре обработки данных используются: балансировка нагрузки между веб-, почтовыми и SQL- серверами, резервный источник питания, жесткие диски с полным шифрованием, а также Linux и другое программное обеспечение с открытым исходным кодом. В декабре 2014 года ProtonMail присоединился к интернет-регистратору RIPE NCC, чтобы иметь возможность лучше контролировать окружающую интернет-инфраструктуру.

## Финансирование
Первоначально Proton AG финансировалась за счет краудфандинга, а в данный момент за счет платной подписки на свои услуги. Также компания частично финансируется FONGIT, некоммерческим фондом, который финансируется через Швейцарскую федеральную комиссию по технологиям и инновациям, являющуюся подразделением швейцарского правительства. В марте 2021 года Proton Technologies подтвердила, что акции, принадлежащие венчурной компании Charles Rivers Ventures, были переданы FONGIT.

## Продукты

### ProtonMail
Служба электронной почты со сквозным шифрованием ProtonMail была выпущена 16 мая 2014 года в бета-версии после года краудфандинга. ProtonMail 2.0 была выпущена 14 августа 2015 года с переписанной кодовой базой и открытым исходным кодом.

### ProtonVPN
После более чем года краудфандинга, 22 мая 2017 года, компания выпустила службу VPN ProtonVPN. Служба обещала отсутствие журналов действий, предотвращение утечек IP-адресов и расположение в Швейцарии. 21 января 2020 года Proton Technologies объявила, что ProtonVPN теперь будет с открытым исходным кодом, что позволит независимым экспертам по безопасности его анализировать. Тем самым ProtonVPN стала первой службой VPN, открывшей исходный код и одновременно объявившей о проведении независимой проверки безопасности.

### ProtonCalendar
ProtonCalendar, выпущенный в общедоступной бета-версии 30 декабря 2019 года, представляет собой полностью зашифрованное приложение-календарь. По состоянию на 14 апреля 2021 года оно доступно всем пользователям ProtonMail.

### ProtonDrive
16 ноября 2020 года была выпущена публичная бета-версия ProtonDrive, облачного хранилища со сквозным шифрованием. По состоянию на начало 2023 года доступно для пользователей любых подписок. Объем хранилища связан с почтовым, они являются объединенными
Proton Authenticator
27 июля 2025 года был выпущен proton authenticator, аунтефикатор со сквознам шифрованием